# Symbol of Life
Symbol of life — девятый студийный альбом британской группы Paradise lost, вышедший в 2002 году на лейбле GUN Records в Европе и на лейбле Koch Records в США.
Дигипак-издание содержит 2 бонус-трека (кавер-версии песен Dead Can Dance и Bronski Beat) под номерами 12 и 13.

## Список композиций
1. Isolate — 3:44
2. Erased — 3:32
3. Two Worlds — 3:29
4. Pray Nightfall — 4:11
5. Primal — 4:23
6. Perfect Mask — 3:46
7. Mystify — 3:49
8. No Celebration — 3:48
9. Self-Obsessed — 3:07
10. Symbol of Life — 3:56
11. Channel for the Pain — 3:53
12. Xavier (Dead Can Dance cover) — 6:07
13. Small Town Boy (Bronski Beat cover) — 5:17

## Участники записи
- Aaron Aedy — гитара
- Greg Mackintosh — гитара, клавишные
- Lee Morris — ударные
- Nick Holmes — вокал
- Steve Edmondson — бас